# 404 Arsinoja
404 Arsinoja (mednarodno ime je tudi 404 Arsinoë) je asteroid tipa C (po Tholenu)  in  tipa Ch (po SMASS) v asteroidnem pasu. 

## Odkritje
Asteroid je odkril francoski astronom A. Charlois ( 1864 – 1910) 20. junija 1895 v Nici. Imenuje se po Arsinoji, materi Oresta iz grške mitologije.

## Lastnosti
Asteroid Arsinoja obkroži Sonce v 4,17 letih. Njegova tirnica ima izsrednost 0,200, nagnjena pa je za 14,113° proti ekliptiki. Njegov premer je 97,71 km . Sestavljajo ga verjetno snovi, ki so bogate na ogljiku.